# Broiler

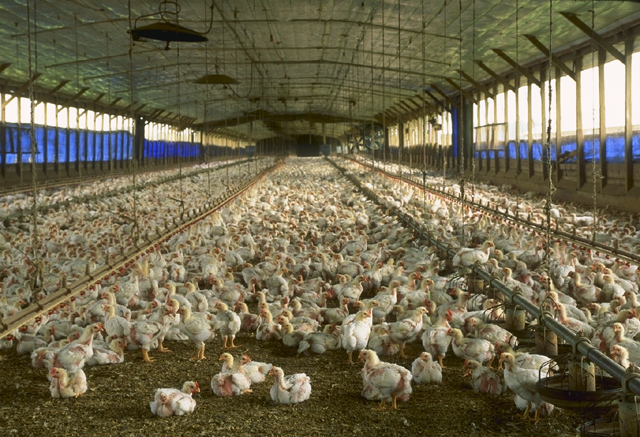
Polli da carne allevati a terra (USA)

Broiler è il termine usato per indicare un pollo comune che sia stato selezionato e allevato esclusivamente per produrre carne, ed è il nome tecnico dei pulcini destinati all’allevamento da carne.
Essi possono essere per sesso femmine o maschi (generalmente dalle uova che vengono incubate in appositi siti - detti appunto incubatoi - nascono in percentuale paritetica).
Tali animali una volta nati vengono trasportati dall’incubatoio all’allevamento ove vengono nutriti con mangime composto prevalentemente da mais, frumento e soia.
Tutti gli allevamenti di broiler sono detti “a terra” poiché gli animali non stazionano in gabbie (che sono invece adoperate per il loro trasporto nei macelli) bensì in capanni appositamente attrezzati per raffrescarli in estate, riscaldarli in inverno, nutrirli attraverso mangiatoie collegate ai sili contenenti il mangime ed abbeverarli.
Normalmente il ciclo di vita del broiler varia dai 40 ai 60 giorni.
Gli animali in Italia sono allevati sotto lo stretto controllo delle autorità veterinarie e nessun medicinale può essere somministrato loro senza la prescrizione delle stesse.
Giunti a maturazione gli animali vengono consegnati al macello solo dopo che le autorità veterinarie ne abbiano appurato e certificato l’idoneità al consumo.

Il pollo broiler è spesso di razze selezionate per crescere molto rapidamente: si tratta di una selezione genetica messa in atto per ottenere una crescita accelerata di petto e coscia, che porta ai volatili enormi sofferenze. Questo tipo di allevamento è stato creato a partire dagli anni '30, per poi perfezionare le tecniche di allevamento durante gli anni '60. Durante il corso degli anni, queste tecniche di allevamento si sono spinte oltre, arrivando addirittura a garantire un tasso di crescita maggiore del 400% rispetto ai polli allevati con i metodi tradizionali.